# رامان ساندرم
رامان ساندرم (بالإنجليزية: Raman Sundrum)‏ هو عالم فيزيائي أمريكي متخصص في فيزياء الجسيمات. اشتهر في مجال فيزياء الجسيمات بسبب مساهمته في وضع نموذج راندال-ساندرم في عام 1999 مع ليزا راندال. رامان أستاذ متميز في جامعة ميريلاند، ومدير مركز ميريلاند للفيزياء الأساسية.

## نشأته
انهى ى رامان ساندرم دراسته الجامعية في جامعة سيدني في أستراليا وحصل على شهادة الدكتوراه من جامعة ييل عام 1990.

## وصلات خارجية
- موقع ساندرم الشخصي